# Roman Iżykowski
Roman Jan Iżykowski (ur. 25 września 1912 w Łodzi, zm. 5 lipca 1999, tamże) – kompozytor, muzykolog, pedagog i krótkofalowiec.

## Życiorys
Iżykowski w 1932 podjął studia w Konserwatorium Muzycznym Heleny Kijeńskiej-Dobkiewczowej, gdzie uczył się gry na skrzypcach, i Alfreda Wiłkomirskiego oraz pobierał wiedzę teoretyczną u Feliksa Wróbla i Grażyny Bacewicz. Ponadto jednocześnie eksternistycznie studiował w Państwowym Konserwatorium Muzycznym w Warszawie. Naukę w obu szkołach zakończył w 1935. W 1934 rozpoczął pracę pedagogiczną jako nauczyciel śpiewu i muzyki w Gimnazjum im. ks. Ignacego Skorupki w Łodzi.
W 1940, podczas II wojny światowej, wraz z rodziną przesiedlony do Sandomierza, gdzie prowadził tajne nauczanie. Następnie w latach 1942–1944 uczestniczył w tajnym nauczaniu jako student muzykologii na Uniwersytecie Jagiellońskim u prof. Zdzisława Jachimeckiego. Studia ukończył w 1947. Wiosną 1945 rozpoczął pracę w Filharmonii Łódzkiej jako skrzypek, a następnie w grudniu tego samego roku zajął stanowisko dyrektora administracyjnego i kierownika artystycznego. W latach 1949–1953 był dyrektorem naczelnym filharmonii. Od 1947 do śmierci był wykładowcą w Państwowej Wyższej Szkole Muzycznej w Łodzi, w międzyczasie zostając w latach 1960–1978 dziekanem Wydziału Kompozycji, Teorii Muzyki i Dyrygentury oraz w 1970 uzyskując stopień doktora nauk humanistycznych na wydziale Filozoficzno-Historycznym Uniwersytetu Łódzkiego.
Działał w Związku Zawodowym Muzyków, w którym latach 1945–1949 był przewodniczącym zarządu okręgowego. Był również wiceprezesem Zarządu Głównego Związku Zawodowego Muzyków. Był recenzentem „Kuriera Polskiego” i „Muzyki Polskiej”.
Jego córką była Anna Iżykowska-Mironowicz (1938–2016) – konsultantka muzyczna.
Został pochowany został na cmentarzu komunalnym Doły w Łodzi (kw. XXXVIII, Rząd 6, Grób 7).

### Krótkofalarstwo
Od 1935 należał do Łódzkiego Klubu Radio Nadawców (znak nasłuchowy SPL170), którego został sekretarzem w 1936. Po II wojnie światowej zaangażował się we wznowienie działalności Polskiego Związku Krótkofalowców, którego był w 1947 współzałożycielem. W 1948 wszedł w skład Zarządu Głównego PZK, ponadto był inicjatorem i członkiem komitetu organizacyjnego łódzkiego oddziału PZK. Pomimo wchłonięcia PZK przez Ligę Przyjaciół Żołnierza (LPŻ), w latach 50. reaktywowano PZK, a Iżykowski został członkiem komitetu organizacyjnego oraz zarządu głównego oraz zaangażował się w reaktywację łódzkiego oddziału oraz zainicjował utworzenie Łódzkiego Klubu Krótkofalowców. Zaangażował się w utworzenie SPDX Klubu, którego był prezesem w latach 1959–1962. W 1960 został przewodniczącym Głównej Komisji Rewizyjnej PZK. Był honorowym członkiem Willamett Valley DX Club. Odnosił sukcesy w zawodach krótkofalarskich na arenie międzynarodowej. Posiadał licencje ze znakami: alias SP1LP i SP7HX. Za działalność krótkofalarską został odznaczony odznaką PZK oraz odznakami „Za zasługi dla Obronności Kraju”.

## Twórczość
- Sonata na skrzypce i fortepian (1935),
- Mała suita na smyczki, harfę, czelestę i kotły (1936),
- Kwartet smyczkowy nr 1 (1942),
- Pod ziemią, szkice symfoniczne (1943),
- Trzy pieśni na chór męski do czeskich tekstów ludowych (1943),
- Koncert skrzypcowy (1951),
- Polonez na orkiestrę (1952),
- Kwartet smyczkowy nr 2 (1953),
- Concertino na skrzypce i mały zespół instrumentalny (1953),
- Ballada o moim mieście, poemat symfoniczny na XX-lecie wyzwolenia Łodzi (1964),
- Mot 64 na orkiestrę symfoniczną (1964),
- Toccata na orkiestrę symfoniczną (1967)[2][1][3].

## Odznaczenia
- Krzyż Walecznych (1946),
- Złoty Krzyż Zasługi (1958),
- Krzyż Kawalerski Orderu Odrodzenia Polski (1964),
- Brązowy medal „Za zasługi dla Obronności Kraju” (1968),
- Srebrny medal „Za zasługi dla Obronności Kraju” (1970),
- Odznaka PZK (1973),
- Krzyż Armii Krajowej (1998)[2][1][3].

## Nagrody
- Nagroda Ministra Kultury i Sztuki II stopnia (1967),
- Nagroda Ministra Kultury i Sztuki I stopnia (1975)[2].